# Коразон Акино
Марија Коразон Сумулонг Кохуангко Акино (шп. Maria Corazon Cojuangco Aquino, кин: 瑪莉亞·柯拉蓉·「柯莉」·許寰哥·艾奎諾; Тарлак, 25. јануар 1933 — Макати, 1. август 2009) била је председница Филипина, светски позната заговорница демократије, мира, женских права и верских врлина. Изабрана је као 11. председница Републике Филипини, а владала је од 1986. до 1992. године. Била је прва жена председница Филипина, али и прва жена председница неке од држава у Азији.
Акино је дијагнозирана са колоректалним карцином 2008. године; умрла је 1. августа 2009. Њени монументи мира и демократије успостављени су у главном граду Манили и њеној родној провинцији Тарлак након њене смрти. Њен син Бенигно Акино  постао је председник Филипина од 30. јуна 2010. до 30. јуна 2016. Кроз свој живот Акино је била позната као побожни римокатолик, и течно је говорила француски, јапански, шпански и енглески, поред свог родног тагалога и капампангана. Она је веома цењена у међународној дипломатској заједници, и звали су је мајка демократије.

## Биографија
Акино, која је по споственим речима, била „обична домаћица“, у политику је ушла захваљујући свом супругу, сенатору Бенињу Акину II, који се почетком 1980-их наметнуо као главни противник аутократског председника Фердинанда Маркоса. Муж јој је, недуго након повратка из трогодишњег егзила у САД, убијен 21. августа 1983. године. Око његове удовице се окупила филипинска демократска опозиција, те се Коразон Акино кандидовала за председницу када је крајем 1985. године Маркос изненада расписао изборе. Након што се Маркос након њих прогласио победником, Акино је то одбила да прихвати и покренула широки вал демонстрација широм земље који је довео до Маркосовог пада, а Коразон Акино преузела дужност председника.
Акино је на месту председнице Филипина остала до 1992. године. За време њеног мандата је уведен нови устав којим су смањене овласти председника, те уведено ново законодавство којим су се штитила људска права. Акино је такође проводила економске реформе у циљу стварања тржишне привреде, али и настојала да преговорима оконча дугогодишње сукобе са муслиманским и комунистичким герилцима. Филипини су у њено доба претрпели низ природних катастрофа, а њена администрација је била под сталном претњом војног удара. Године 1992. ју је наследио Фидел Рамос.
После истека мандата, Акино се повукла из политике, иако је повремено јавно коментарисала текућа политичка збивања. Умрла је од последица рака.

### Младост и образовање
Акино је рођена као Марија Коразон Сумулонг Кохуангко 25. јануара 1933. у Паникују у Тарлаку. Она је била шесто од осморо деце (од којих су двоје умрло као новорођенчад) Хозе Кохуангка, бившег конгресмена, и Деметрије Сумулонг, апотекарке. Њена браћа и сестре су били Педро, Џозефин, Тересита, Хозе мл. и Марија Паз. Оба њена родитеља потицала су из проминентних кланова. Њен отац био је истакнути бизнисмен и политичар из Тарлака, а њен деда Мелесио Кохуангко био је члан историјског Малолос конгреса. Њена мајка је припадала породици Сумулонг из провинције Ризал која је такође била политички утицајна; Хуан Сумулонг, проминентни члан клана, борио се на изборима против председника Комонвелта Мануела Л. Куезона 1941. године.
Као млада девојка, Акино је провела своје дане основне школе на Сент Сколастика колеџу у Манили, где је завршила школу на врху своје класе као валедикторијанка. Она је касније премештена у Асампшон конвент да настави средњошколско образовање. Након тога, њена породица је отишла у Сједињене Државе и она је похађала наставу на Рејвенхил академији у Филаделфији. Године 1949. завршила је школу у Нотр Дам самостанској школи у Њујорку. Затим је наставила своје образовање у САД-у, дипломирајући на колеџу Маунт Сент Винсент 1953. године у Њујорку, при чему је њен главни смер био француски језик, а додатни смер математика. Током свог боравка у Сједињеним Државама, Акино се волунтирала за кампању америчког републиканског председничког кандидата Томаса Дјуија против тадашњег демократског америчког председника Харија С. Трумана током америчких председничких избора 1948. године.
Након завршетка колеџа, вратила се на Филипине и студирала право на Универзитету Фар Истерн 1953. Касније је упознала Бенигна „Ниној” С. Акино мл. - сина покојног говорника Бенигна С. Акино ст. и унука генерала Сервилана Акино. Она је прекинула своје студије права и удала се за Ниноја у цркви Госпе туге у месту Пасај 11. октобра 1954. године. Пар је подигао петоро деце: Марија Елена („Балси”; рођена 1954), Аурора Коразон („Пинки”; рођена 1957), Бенигно Симеон III („Нојној”; рођен 1960), Викторија Елиса („Виел”; рођена 1961) и Кристина Бернадет („Крис”; рођена 1971).
Акино је у почетку имала потешкоћа да се прилагоди провинцијском животу када су се она и њен супруг преселили у Концепцион у Тарлаку 1955. године. Њен живот је у то време био прилично безличан, и њој је било драго када се указала прилика да са супрогом присуствује вечери у Америчкој војној бази у оближњем Кларк Филду.
Многима није познато, да је она добровољно продала део свог цењеног наслеђа да би финансирала кандидатуру свог супруга. Она је водила скроман живот у бунгалову у предграђу Квезон Ситија. Као члан Либералне странке, Аквин супруг Ниној, узнапредовао је да постане најмлађи гувернер у земљи и на крају је постао најмлађи сенатор који је икада изабран у Сенат Филипина 1967. године. Током политичке каријере свог супруга, Акино је остала домаћица која је помагала у подизању њихове деца и угошћавала политичке савезнике свог супруга који су често посећивали њихов дом у Куезон Ситију. Она је одбила да се придружи свом мужу на бини током кампањских митинга, и преферирала је да остане публици и да слуша његове говоре.